# Theodor Hartig
Theodor Hartig (21 de febrer de 1805, Braunschweig - 26 de març de 1880, Múnic) va ser un naturalista forestal, micòleg alemany.
Era pare de Heinrich Hartig (1839-1901) i fill de Georg Ludwig Hartig (1764-1837).

## Biografia
Era originari de Dillenburg. Va finalitzar els seus estudis a la Universitat Humboldt de Berlín (1824-1827), i fou successivament conferenciant i professor de silvicultura a la Universitat de Berlín (1831-1838) i en el Carolinum, en Brunswick.
Va ser descobridor i nombrant de les cèl·lules de tub cribrós (com Siebfasern - fibres cribroses i Siebröhren - tubs cribrosos) en 1837. Va descriure moltes espècies de vespes d'agalles.

## Algunes publicacions
- 1836. Forstliches und forstnaturwissenschaftliches Conversations-Lexicon. Georg Ludwig Hartig & Theodor Hartig

- 1840. Über die Familie der Gallwespen. Zeitschrift für die Entomologie, ed. von I.F. Germar, 2:176–209.

- 1840. Naturgeschichte der Gallwespen. Z. Ent. ed. d'I.F. Germar, v. 2, fasc. 1, p. 176–209

- 1841. VIII. Erster Nachtrag zur Naturgeschichte der Gallwespen. Z. Ent. ed. d'I.F. Germar, v. 3, fasc. 2, p 322–358.

- 1843. X. Zweiter Nachtrag zur Naturgeschichte der Gallwespen. Z. Ent. ed. d'I.F. Germar, v. 4, fasc. 2: 395–422. – F. Fleischer, Leipzig.

- 1851. Vergleichende Untersuchungen über den Ertrag der Rotbuche 2ª ed.

- 1860. Die Aderflügler Deutschlands 2ª ed.

- 1866. Forstwissenschaftliches Examinatorium den Waldbau betreffend.
- 1877 Luft-, Boden- und Pflanzenkunde in ihrer Anwendung auf Forstwirtschaft und Gartenbau, bearbeitet von Theodor Hartig für alle Freunde und Pfleger der wissenschaftlicher Botanik.
- 1878. Anatomie und physiologie der holzpflanzen. Dargestellt in der entstehungsweise und im entwickelungsverlaufe der einzelzelle, der zellsysteme, der pflanzenglieder und der gesammtpflanze.

En col·laboració amb el seu pare, Georg Ludwig Hartig, va publicar l'obra titulada , Forstliches und Naturwissenschaftliches Konversationslexikon.  L'onzena edició del seu pare  Lehrbuch für Förster , les reimpressions posteriors del que havia revisat, es va publicar l'any 1877.

## Honors

### Epònims
- Phellinus hartigii